# Karl Schrenck von Notzing
Karl Schrenck von Notzing, OSB, (* 24. November 1659 in Festung Rothenberg; † 30. Juli 1704 in Kloster Mondsee) war ein deutscher katholischer Theologe. Schrenck war von 1688 bis 1702 Professor an der Universität Salzburg und von 1702 bis 1704 Abt des Benediktinerklosters Sankt Peter in Salzburg.

## Leben
Karl Schrenck entstammte dem alten bayerischen Adelsgeschlecht der Schrenck von Notzing. Die Familie gehörte ursprünglich zum Patriziat der Stadt München. Sein Vater Karl Georg Schrenck von Notzing war Kommandant und Statthalter der Festung Rothenberg, seine Mutter Margareta war eine geborene von Gobel auf Hofgiebing. Karls älterer Bruder Albert (1639–1705) wurde ebenfalls Benediktiner in Sankt Peter und später von 1681 bis 1705 Propst in Wieting.
Schrenck trat im April 1679 in das Benediktinerstift Sankt Peter in Salzburg ein und legte am 1. Mai 1680 das Ordensgelübde ab. Am 19. September 1682 erhielt er die Priesterweihe und konnte am 26. Oktober selben Jahres seine Primiz feiern. Von 1688 bis 1690 war er Professor der Philosophie und von 1692 bis 1694 lehrte er als Professor für Kontroverstheologie an der Universität Salzburg. 1694 promovierte er an der Salzburger Universität zum Doktor der Theologie. Von Mai 1694 bis April 1695 übernahm er als zugeordneter Pfarrgeistlicher das Amt eines Beichtvaters in Maria Plain. Ab 1695 bis 1702 übernahm er eine Professur der Dogmatik an der Universität Salzburg.

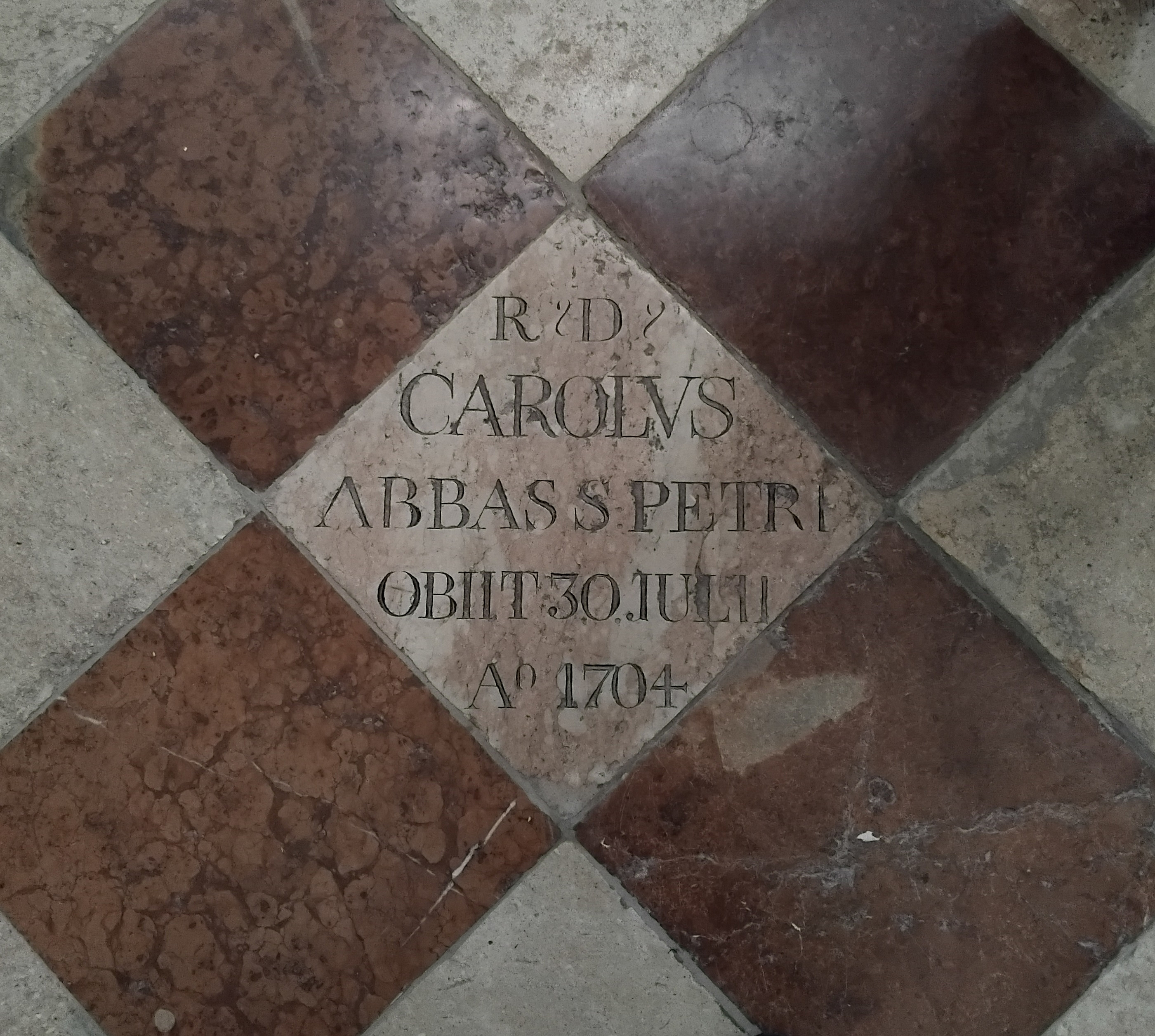
Grabstätte von Karl Schrenck von Notzing

Nach dem Tod von Edmund Sinnhuber wurde Schrenck am 20. Juni 1702 einhellig zum Abt seines Klosters Sankt Peter in Salzburg gewählt. In der zum Stift gehörenden Stadt Hallein ließ er einen Hof für das Kloster errichten, dessen Vollendung er aber nicht mehr erlebte. Er starb am 30. Juli 1704 im Kloster Mondsee im Alter von 44 Jahren, wohin er sich zu einer Luftveränderung wegen seiner geschwächten Gesundheit begeben hatte. Seine sterblichen Überreste wurden nach Salzburg überführt, wo er am 4. August 1704 vor dem Josephsaltar in der Stiftskirche St. Peter beigesetzt wurde. Er hinterließ ein umfangreiches Schrifttum, seine Werke sind ausnahmslos in Latein verfasst.

## Veröffentlichungen (Auswahl)
- Quaestiones principaliores de habitu in communi. Salzburg 1690.
- Proprietates corporis naturalis. Salzburg 1690.
- Theologia dogmatico / scholastica. 8 Teile, Salzburg 1696–1702.
- Tractatus de Deo uno. Salzburg 1697.
- De natura Angelorum. Salzburg 1697.
- De Deo trino. Salzburg 1697.
- Tractatus de vitiis et peccatis. Salzburg 1700.
- De actibus humanis. Salzburg 1700.
- De gratia, justificatione et merito. Salzburg 1701.
- De legibus. Salzburg 1702.
- De fide, spe, et charitate. Salzburg 1702.
- Tractatus de jure et justitia. Salzburg 1702.